# Республика (информационно-аналитический портал)

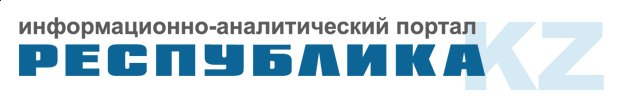
Логотип портала

Информационно-аналитический портал «Республика» — новостной интернет-ресурс, ориентированный в основном на казахстанскую аудиторию.
Информационно-аналитический портал «Республика» — площадка, собирающая экспертные мнения о событиях, процессах, ситуации в странах Центральной Азии и России.

## История
В рамках этого проекта со своей точкой зрения выступают политики, политологи, социологи, экономисты и просто граждане с активной жизненной позицией. Сайт стартовал в российском сегменте сети Интернет в сентябре 2008 года. Перед редакцией портала стояла задача освещать события в странах Центральной Азии, в первую очередь, в Казахстане, так как инициатором этого проекта стала редакция казахстанской газеты «Республика — деловое обозрение», и Россия, так как редакция самого интернет-ресурса находится в Москве. Именно этим объясняется присутствие на портале большого количества материалов именно на казахстанские и российские темы.
Среди авторов портала — журналисты из разных регионов России, стран СНГ, США, Великобритании, Евросоюза. С изданием сотрудничают аналитики и эксперты ведущих политических и экономических институтов, независимых исследовательских центров, которые могут предложить различные решения проблем, будоражащих современное общество. Разнообразие взглядов и оценок — вот козырь данного проекта.
Портал «Республика» с самого своего основания неоднократно подвергался мощным DDoS-атакам, в результате сайт периодически был недоступен. Для нормализации работы редакция была вынуждене несколько раз менять веб-сервера и доменное имя.

## Решение суда и запрет издания
25 декабря в Медеуском районном суде города Алматы закончилось рассмотрение дела по иску прокуратуры к "единому СМИ «Республика» (8 газет и 23 интернет-ресурса). Суд признал портал «Республика» экстремистской и запретил её деятельность на территории Казахстана. В ходе процесса представители СМИ пытались доказать, что газеты, перечисленные в иске прокуратуры, являются самостоятельными изданиями, имеют разные редакторские коллективы и прочие атрибуты автономности. Судебная повестка адресовалась «газетам „Республика“ и др.» с припиской: «при себе иметь удостоверение личности». В декабре 2012 году суд Алматы обязал главного редактора газеты «Голос Республики» Татьяну Трубачеву выплатить штраф в размере 10 месячных расчетных показателей (примерно 15 тыс. тенге, что равняется 75 евро) за то, что она вопреки запрету суда выступила редактором в газете «Азат». Ранее сообщалось, что в связи с открытым уголовным делом суд запретил издавать ряд СМИ с названием «Республика». Поэтому 30.11.2012 журналисты газеты «Голос Республики» опубликовали свои статьи в газете «Азат». Татьяна Трубачева не считает себя виновной, поскольку решение суда не налагало запрета на публикацию статей журналистов газеты «Голос Республики» в других изданиях, а газета «Азат» не входила в список закрытых или запрещенных изданий. Главный редактор заявляет, что ранее судья отказался дать ей разъяснение, разрешено ли журналистам «Голоса Республики» печататься в других изданиях. По мнению Татьяны Трубачевой, такое решение суда означает фактический запрет на журналистскую деятельность в Казахстане. На судебном заседании 13.12.2012 юристы стороны защиты указали суду на то, что, помимо поименно названных газет, в иске содержится оговорка «и другие издания», а под эту формулировку можно подвести любую газету. Юрист Сергей Уткин также отметил, что в исковом заявлении не указано, в чьих интересах он подан, что противоречит ст. 150 гражданского процессуального кодекса Казахстана. Судья игнорировала эти факты, поэтому представители стороны защиты заявили отвод судье, но в ходатайстве было отказано. 19.12.2012 в суде состоялись прения сторон. Представители стороны защиты заявили ходатайства о проведении психолого-лингвистической экспертизы по каждой названной в иске газете. Прокуроры ссылались на то, что все необходимые экспертизы были проведены в рамках дела Акжаната Аминова, Владимира Козлова и Серика Сапаргали. Однако юристы стороны защиты утверждали, что, во-первых, они не участвовали в деле Владимира Козлова и поэтому не имели возможности защищаться, во-вторых, эксперты не исследовали ни одной статьи таких фигурирующих в иске изданий: «Мой дом — Республика», «Республиканские вести», «Республика — деловое обозрение. Дубль 2» и «Республика — 2030». Елена Савинина отметила, что все материалы газеты «Республиканские вести» освещают исключительно проблемы здравоохранения, медицины, качества медицинского обслуживания населения и пропагандируют здоровый образ жизни, а значит — не могут быть экстремистскими.

## Сайты и блоги
Портал «Республика» помимо основного сайта www.respublika-kz.info, «выходит в эфир» на нескольких «зеркалах»:
- https://web.archive.org/web/20150207071606/http://www.respublika-kz.info/
- http://www.respublika-kaz.info

А также в формате блогов:
- Официальная страница Республика (информационно-аналитический портал) в социальной сети Facebook
- Respublika Kz на сайте Google+
- Республика в X